# El verde rebelde vuelve
El verde rebelde vuelve es el tercer disco de estudio publicado por la banda jerezana de flamenco rock Los Delinqüentes.
Fue publicado en el año 2005 por la discográfica Emi y contó como en todos los anteriores de la banda con la producción de José María García Pelayo.
Grabado en los estudios La Bodega de Jerez de la Frontera, fue el primer trabajo editado de Los Delinqüentes tras el fallecimiento el 6 de julio de 2004 de su anterior cantante, guitarrista y cofundador del grupo: Miguel Benítez "Migué".
El disco se concibió como un homenaje a "Migué" pero lejos de caer en la melancolía, la banda sigue fiel a su trayectoria y el disco está lleno de canciones alegres y desenfadadas ya que según apuntaban los miembros de la propia banda: "No nos gustan las penas. Por eso intentamos que nuestras canciones suenen optimistas. Si no, serían temas de cabreo". De hecho esta era la forma más coherente de honrar la memoria del fallecido Migué, ya que parafraseando al mismo: "la música debe continuar, y así, la alegría y las ganas de tirar pa´lante son la mayor muestra de homenaje que podemos hacer a este genio que se nos fue para siempre" aseguraban Los Delinqüentes en las entrevistas concedidas durante la presentación del álbum.
El título del álbum es el mismo que el de un programa de radio "psicodélico e imaginario" inventado por el propio Migué en sus años de estudiante. y contó con las colaboraciones de un gran número de artistas amigos de la banda como Kiko Veneno, Diego Carrasco, Rafael Amador o Bebe. Esta última auto declarada fan de la banda, durante la grabación de la canción Después, que interpretó de rodillas, finalizó la misma gritando de forma totalmente espontánea: "Que te juro Miguel, que tu mano grande yo voy a tocar y en la mochila a los delinqüentes me voy a llevar", gesto que les gustó tanto a los miembros de la formación que decidieron dejarlo como parte de la canción.

## Lista de canciones
1. El show de los rateros garrapateros - 1:25
2. La primavera trompetera - 4:12
3. Después (con Bebe y Gualberto al sitar) - 4:47
4. Ya nadie te quiere (con Diego Carrasco) - 3:49
5. Chiclana (con Kiko Veneno) - 2:59
6. Pirata del estrecho - 2:57
7. Johny Chaparrón (El hombre lluvia) - 4:59
8. Estoy sentado en mi cama (con Rafael Amador Fernandez) - 4:40
9. No llevamos ná - 2:40
10. El abuelo Frederick - 3:39
11. No me quites mis tomates - 4:00
12. Trabubulandia - 4:30
13. El increíble mundo donde habitan los calcetines - 1:07
14. El polígano Chimenea - 1:26